# Gemshorn (orgelstämma)
Gemshorn (franska: Cor de chamois) är en orgelstämma inom koniska stämmor och är vanligen 16´, 8´, 4´, 2´ eller 1´. Den tillhör kategorin labialstämmor. B
Stämman har en trång mensur och klangen är mjuk.